# Jean Paul de Bruijn

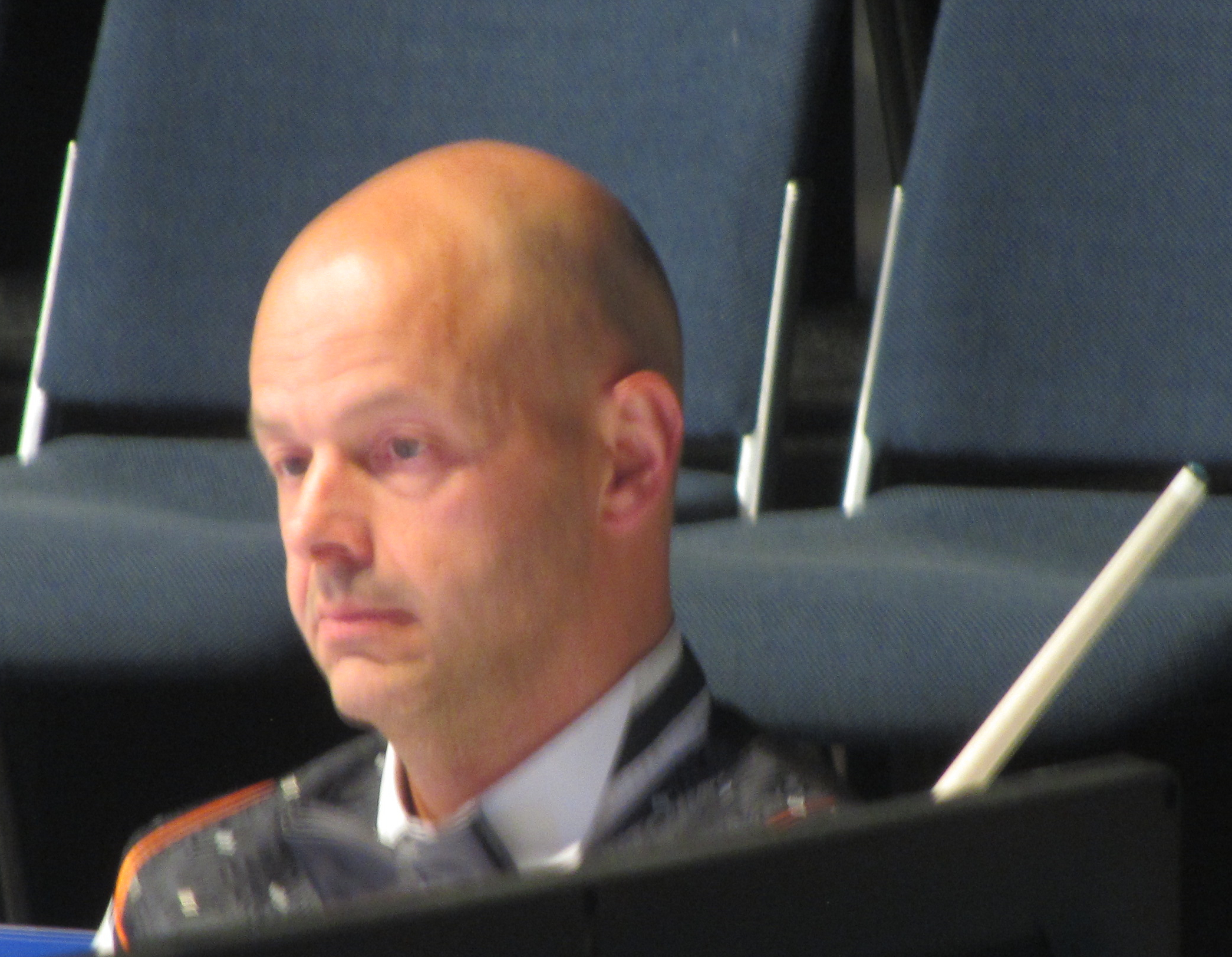

Jean Paul de Bruijn (Hulst, 14 maart 1965) is een Nederlands all round biljarter.
Hij werd één keer Nederlands kampioen in de meerkamp, achtmaal in het bandstoten en tweemaal in het kader 47/2. Hij behaalde in het bandstoten de Europese titel in 2001, 2002, 2003, 2005, 2006 en 2007 en de wereldtitel in 2007, in Alicante.
Hij eindigde in het wereldkampioenschap driebanden in 2005 op de tweede plaats. Begin 2008 kroonde hij zich voor de 1e keer tot kampioen van Nederland in het driebanden door de Masters te winnen.